# Deception Pass
Deception Pass är ett bergspass i Kanada.   Det ligger i provinsen Alberta, i den centrala delen av landet, 3 000 km väster om huvudstaden Ottawa. Deception Pass ligger 2 338 meter över havet.
Terrängen runt Deception Pass är bergig västerut, men österut är den kuperad. Terrängen runt Deception Pass sluttar västerut.Trakten runt Deception Pass är nära nog obefolkad, med mindre än två invånare per kvadratkilometer.. Närmaste större samhälle är Lake Louise, 11,3 km sydväst om Deception Pass. 
Trakten runt Deception Pass består i huvudsak av gräsmarker.